# الأزمة الدستورية الفنزويلية 2017

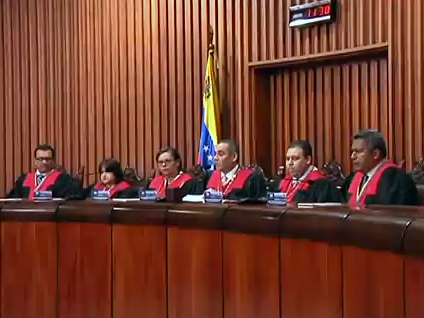
صورة لمحكمة العدل العليا الفنزويلية

الأزمة الدستورية الفنزويلية 2017 هي أزمة بدأت في 29 مارس 2017 بعدما أعطت محكمة العدل العليا بسحب الصلاحيات التشريعية من الجمعية الوطنية الفنزويلية، وتسليمها للرئيس نيكولاس مادورو، مما مكنه من تقييد المعارضة في البلاد. الشئ الذي تم اعتباره انقلاباً على الدستور من قبل منظمة الدول الأمريكية. خرجت بعد هذه الإجراءات ألاف المتظاهرين ضد الحكومة صحبها موجة اعتقالات ضدهم وصفت بالأكبر منذ موجة اعتقالات 2014.